# جيفري تي بيري
جيفري تي بيري (بالإنجليزية: Jeffrey T. Bury)‏ هو جغرافي أمريكي، ولد في 1970.